# Aphaobius fortesculptus
Aphaobius fortesculptus – gatunek chrząszcza z rodziny grzybinkowatych i podrodziny zyzkowatych. Endemit Słowenii.

## Taksonomia
Takson ten opisany został po raz pierwszy w 1925 roku przez Josefa Müllera na łamach „Wiener Entomologische Zeitung” jako podgatunek w obrębie Aphaobius milleri. Lokalizacją typową jest Matjaževa jama, jaskinia w Šmarnej gorze w Słowenii. Do rangi osobnego gatunku wyniesiony został w 2010 roku przez Marca Bognolę i Dantego Vailatiego w ramach rewizji rodzaju.
W obrębie rodzaju należy do grupy gatunków milleri wraz z: A. alphonsi, A. forojulensis, A. grottoloi, A. kahleni, A. kaplai, A. kofleri, A. lebenbaueri, A. ljubnicensis, A. milleri, A. miricae i A. robustus.

## Morfologia
Chrząszcz o ciele długości od 2,7 do 3 mm. Ubarwienie ma w całości brązowe. Głowa jest pozbawiona oczu i zaopatrzona w długie i cienkie czułki, u samca sięgające środka pokryw po rozprostowaniu do tyłu. Ich ósmy człon jest dwuipółkrotnie krótszy od poprzedniego, a ostatni dość tęgi jak na przedstawiciela rodzaju. Przedplecze jest poprzeczne, od 1,5 do 1,7 raza szersze niż dłuższe, najszersze u podstawy, prawie trapezowate, o bokach równomiernie łukowatych na całej długości, a tylnych kątach ostrych, ale niespiczastych. Stosunek długości do szerokości jajowatych, najszerszych w połowie pokryw wynosi od 1,3 do 1,4. Powierzchnia pokryw jest poprzecznie rowkowana. Skrzydeł tylnej pary brak zupełnie. Płat środkowy edeagusa samczych genitaliów jest nieco dłuższy niż paramery i w widoku grzbietowym ma boczne brzegi części odsiebnej prawie równoległe, tylko przed samym szeroko zaokrąglonym szczytem zakrzywione i zbieżne. Dosiebna krawędź szczytowego otworu edeagusa jest wklęśnięta.

## Ekologia i występowanie
Owad palearktyczny, południowoeuropejski, endemiczny dla Słowenii. Znany jest z pojedynczej, niedużej jaskini w okolicy Lublany.